# Kloster Hamalijiwka

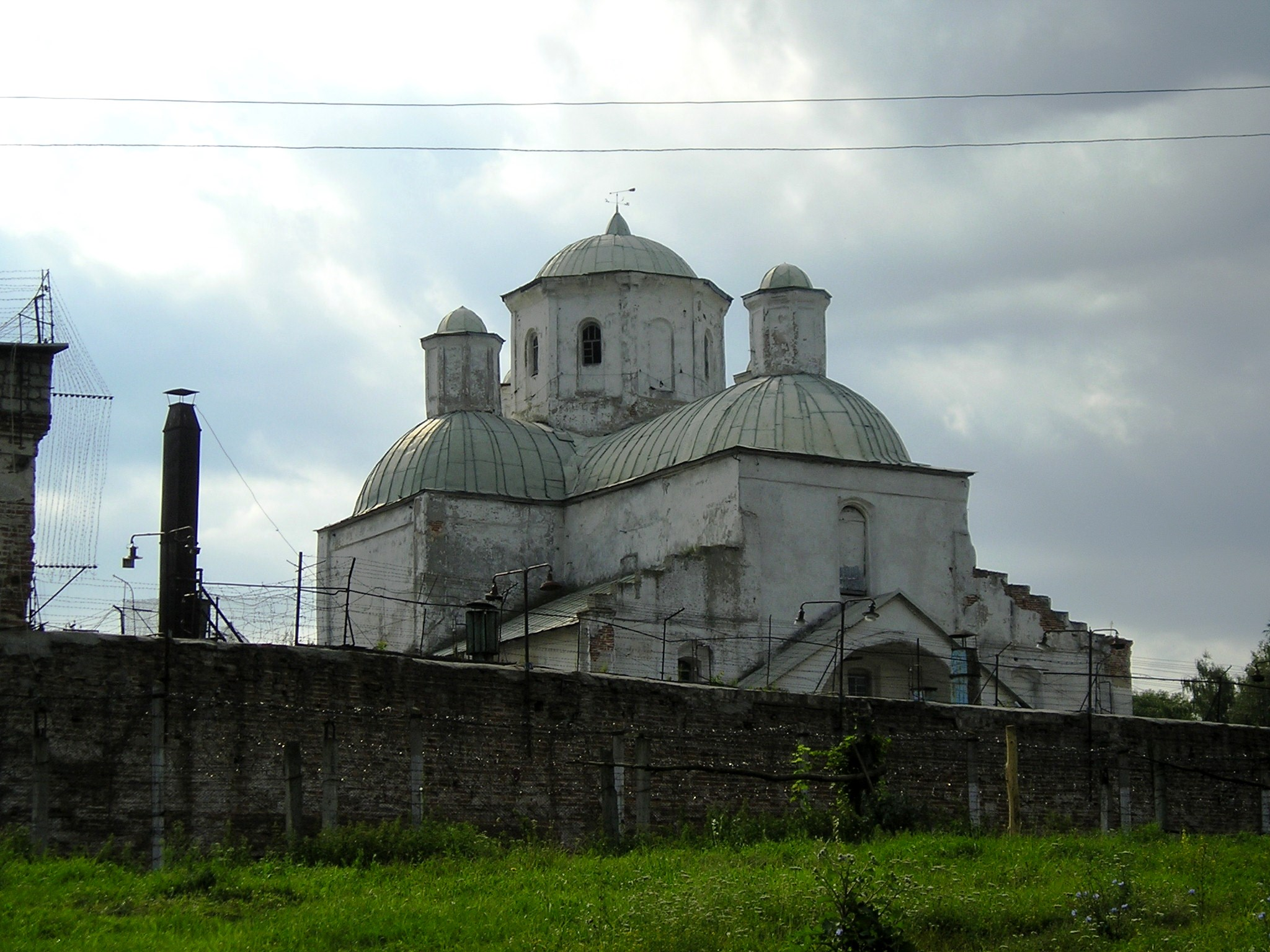
Kathedrale (2005)

Das Kloster Hamalijiwka (ukrainisch Гамаліївський монастир) ist ein Bauensemble religiöser Gebäude und ehemaliges Hochsicherheitsgefängnis in Hamalijiwka (Rajon Schostka) in der Ukraine.

## Geschichte

### Kloster
In der zweiten Hälfte des 17. Jahrhunderts wurden die Ländereien am Fluss Schostka vom Kosaken Stepan Buhaj beschlagnahmt. Der Woronescher General Antin Hamalija kaufte diesen Ort von ihm. Er baute eine Wassermühle am Fluss und errichtete in der Nähe eine Sloboda, die er Hamalijiwka nannte. Im Jahr 1702 wurde hier auf Hamalijas Kosten die Holzkirche Sankt Charalambos errichtet, an der die Einsiedelei Charalambos entstand. Im Jahr 1713 wurde die Einsiedelei durch die Bemühungen von Hetmanscha Anastassija Markowytsch in ein Nonnenkloster mit den entsprechenden Rechten und Besitztümern umgewandelt.

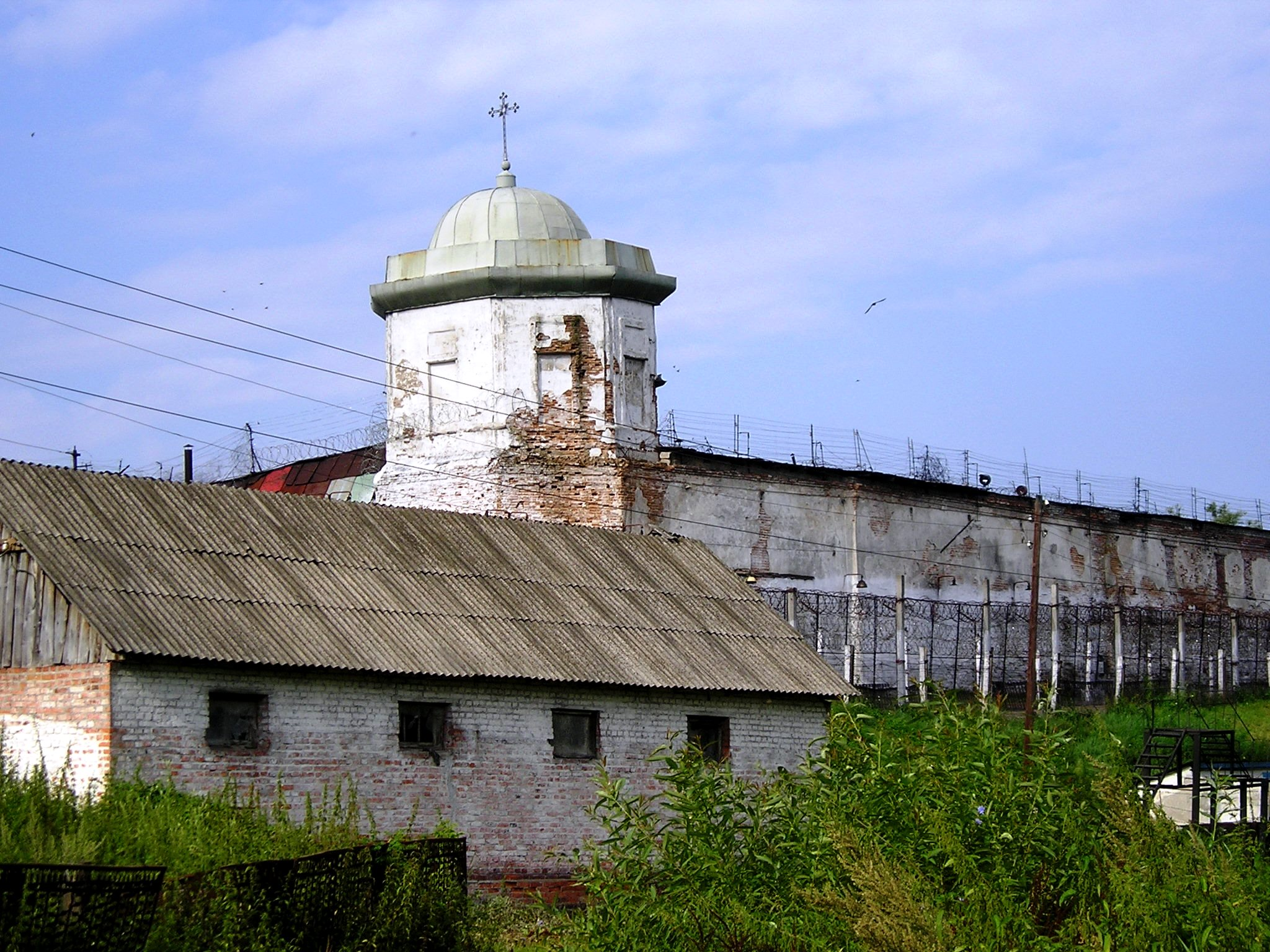
Kirche (2005)

Im Jahr 1714 wurde Hetman Iwan Skoropadskyj der Geldgeber des Klosters. Mit seinen Mitteln wurde mit dem Bau eines gemauerten Gebäudeensembles nach dem Vorbild des Klosters der Verklärung des Herrn in Nowhorod-Siwerskyj begonnen. Zu den Hauptgebäuden zählten die Mariä-Geburt-Kathedrale, die Kirche Sankt Charalambos und Verteidigungsmauern mit drei Mitteltortürmen. Skoropadskyj betrachtete das Kloster als ein Familienkloster und eines der Zeichen des Ansehens des Hetman. Im Kloster wurden Wohnhäuser gebaut, in denen Skoropadskyj manchmal mit seiner Familie und nach seinem Tod seine Witwe lebte, die hier Bälle für den ukrainischen Adel veranstaltete.
Skoropadskyj starb 1722, bevor der Bau aller Gebäude abgeschlossen war. Er wurde in der Krypta der damals bereits geweihten Backsteinkirche Sankt Charalambos beigesetzt. Im Inneren der Kirche ist über dem Grab eine aus weißem Stein geschnitzte Platte mit der Inschrift: „Hier ruht der Leichnam des Dieners Gottes Johannes Skoropadskyj, des Hetmans der Saporischschja-Truppen, des Gründers dieses Klosters, entschlafen in Hluchiw, im Jahr 1722, dem Monat Juli, dem dritten Tag“ in die Wand eingelassen. Markowytsch starb 1729 und wurde neben ihrem Ehemann begraben. Ihr Grab ist auch mit einer geschnitzten Platte markiert. Im Jahr 1733 wurde Uljana, die Tochter des Ehepaares Skoropadskyi, in der Nähe begraben. Die Charalamboskirche ist die einzige erhaltene Grabstätte eines Hetmans der Ukraine.
Markowytsch ordnete in ihrem Testament die Umwandlung des Klosters in ein Männerkloster an, die 1733 abgeschlossen wurde. Hierher wurden Mönche aus dem Mutyn-Kloster bei Krolewez umgesiedelt. German Konaschewytsch wurde 1733 der erste Hegumen. Mit ihm wurde der Bau aller Backsteingebäude abgeschlossen, darunter auch der Klosterkathedrale, die 1735 von Archimandrit Mykola Lenkowytsch geweiht wurde. Die Geburtskathedrale der Mutter Gottes hatte 4 Seitenaltäre, die Barbara von Nikomedien, den 12 Aposteln, Jakob von Nisibis und Nikolaus von Myra gewidmet waren. Im westlichen Teil der Mauer befand sich über dem Tor ein Glockenturm. Er stand auf der Längsachse der Kathedrale und dominierte den Haupteingang des Klosters. Er wurde vor 1735 erbaut und war eine vereinfachte Nachbildung des heiligen Tores des Klosters von Nowhorod-Siwerskyj. Ursprünglich dreistufig, wurde er mit einem ausgebauten Barockaufsatz bekrönt.

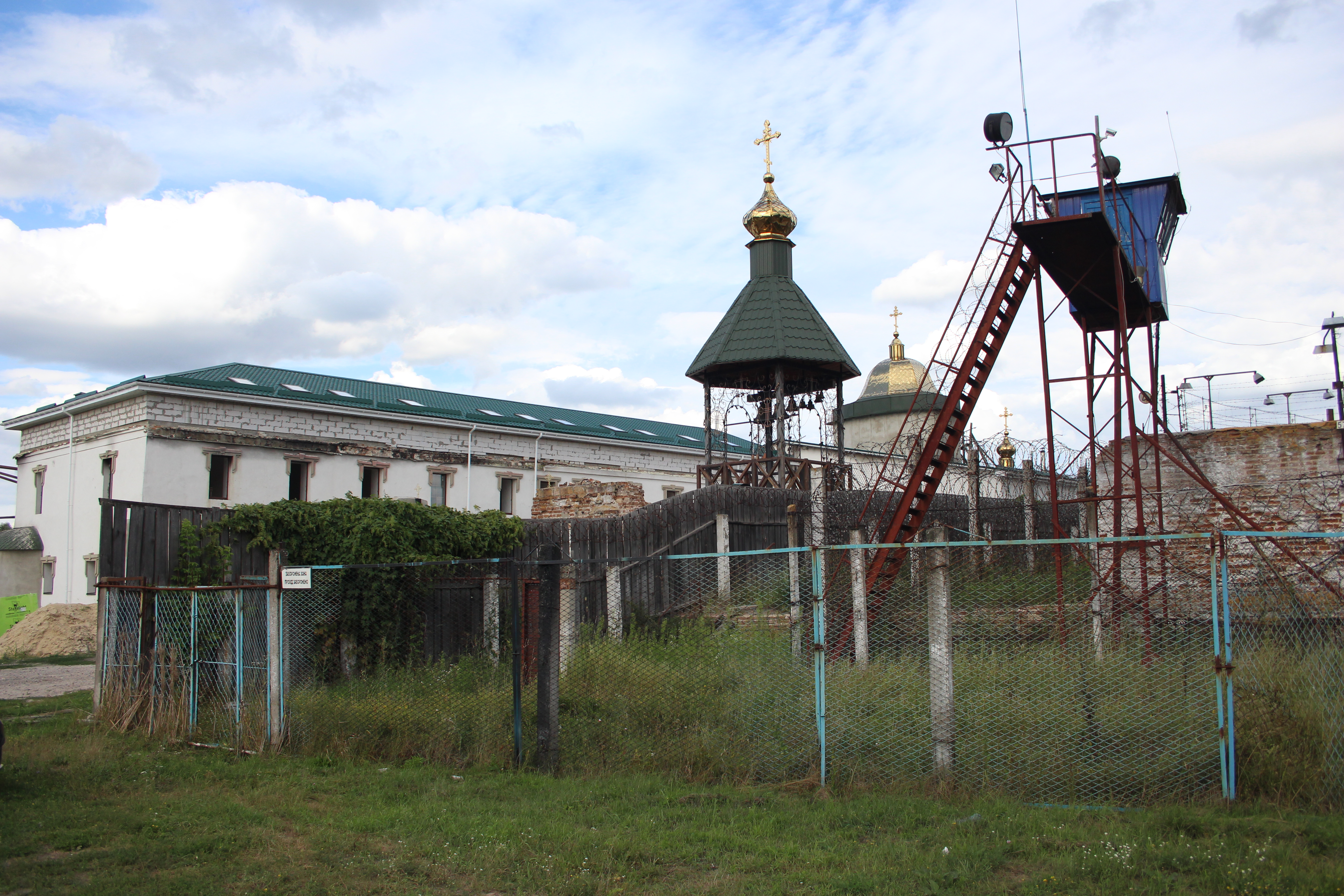
Abtsgebäude (2020)

Zur Erinnerung an die Verdienste der Menschen, die an der Klostergründung beteiligt waren, wurden in der Kathedrale ihre ganzfigurigen Porträts aufgehängt. Im 19. Jahrhundert wurden die Porträts in die Räume des Abtes verlegt und später in das Museum in Hluchiw überführt. Die Originale sind nicht erhalten. Die Kathedrale verfügte über eine nicht erhaltene barocke vierstufige Ikonostase, die die gesamte Breite des Gebäudes einnahm.
Die Verteidigungsanlagen des Klosters blieben bis in die 1960er Jahre erhalten. Das viereckige Gelände war von einer 2,2 m hohen und 1,3 m dicken Ziegelmauer umgeben. Ursprünglich hatte sie ein Satteldach. In einer Höhe von 1,2 m wurden mehrere Schießscharten angeordnet. In der Mitte der südlichen Mauerspanne befand sich ein weiterer achteckiger Turm, in dem sich ein Tor befand, das als Wirtschaftseingang diente. Alle Türme hatten Kampfkammern mit Schießscharten und waren mit Kuppeln oder achtjochigen geschlossenen Gewölben bedeckt. Ursprünglich waren die Dächer hoch, zeltartig und mit Schindeln gedeckt. Nach dem Brand von 1794 wurden sie durch mit Blech verkleidete Kuppeln ersetzt.
Im 18. Jahrhundert wurde das Kloster durch Brände und Verwaltungsmaßnahmen der russischen Behörden wiederholt beschädigt und zerstört. In der Nacht zum 5. Oktober 1738 brach ein Brand aus, bei dem sämtliche Klostergebäude beschädigt wurden. Nach dem Brand im Jahr 1794 wurde das Kloster geschlossen. Im Jahr 1827 wurden die Nonnen des aufgelösten Frauenklosters Kerbutiwskyj bei Baturyn hierher verlegt. Nach 1834 wurden alle Klostergebäude instand gesetzt und einige wurden neu aufgebaut.

### Gefängnis

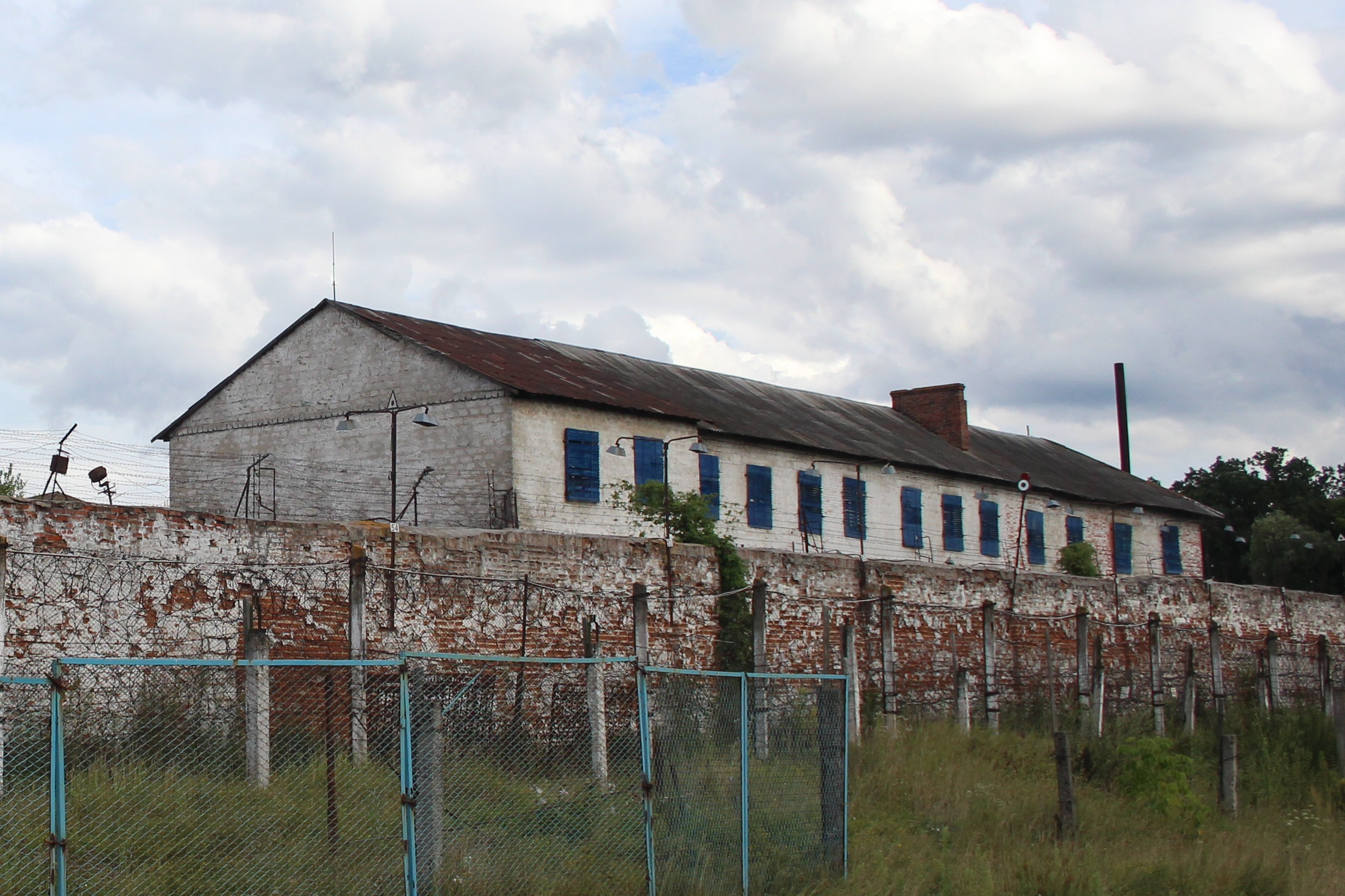
Klosterzelle (2020)

Im Jahr 1920 wurde das Kloster geschlossen und seine Gebäude begannen zu verfallen. Seit 1921 wurde hier Artillerie stationiert. In den 1930er bis 1950er Jahren gehörten die Klostergebäude zur örtlichen Kollektivwirtschaft und in der Kathedrale wurde ein Getreidespeicher errichtet. Die Kirche von Charalambos blieb eine Pfarrkirche des Dorfes Hamalijiwka und die Menschen lebten in Klosterzellen. Seit 1956 galt das Kloster als architektonisches Denkmal von nationaler Bedeutung. 1962 übergab das Exekutivkomitee der Oblast Sumy das Kloster an das Innenministerium der USSR, das es in ein Hochsicherheitsgefängnis umwandelte. Die Strafkolonie hieß „Unternehmen 319/66“ und später „Justizvollzugskolonie Schostka Nr. 66.“
Im Jahr 1963 wurde das architektonische Ensemble von der staatlichen Denkmalliste gestrichen. Die Verteidigungsmauern und Türme wurden abgerissen, insbesondere die drei Tore. Die Kathedrale und die Charalamboskirche wurden in Produktionswerkstätten umgewandelt, in denen Maschinen und Geräte installiert wurden. In der Kathedrale wurden Stahlbetonböden und Trennwände installiert, und auf der Mittelplattform wurde ein Wassertank installiert. In der Charalamboskirche wurden die geschnitzten Grabsteine der Familie Skoropadskyi mit Beton übergossen. Das einstöckige Zellengebäude wurde überbaut und in Zellen zur Unterbringung von Häftlingen umgewandelt. Auf dem Territorium des Klosters und dem von Osten angrenzenden Grundstück wurden 21 Backsteinbauten errichtet, um den Betrieb der Strafanstalt zu gewährleisten.

### Wiederherstellung des Klosters
Im Jahr 1979 wurden die Überreste des Klosters als Baudenkmal von nationaler Bedeutung erneut unter staatlichen Schutz gestellt. In den 2000er Jahren erforschte und entwickelte der Architekt und Restaurator S. Jurtschenko wissenschaftliche Projektdokumentationen für die Restaurierung. Die Bevölkerung Hamalijiwkas und der Stadt Schostka forderten von den Behörden wiederholt die Räumung der Kolonie aus dem Kloster und die Rückgabe an die Kirche. Im Februar 2010 erließ Präsident Wiktor Juschtschenko ein Dekret über die Befreiung des Klostergebiets aus der Justizvollzugskolonie. Für ihre Umsetzung wurde im Jahr 2011 die Charalamboskirche dem Moskauer Patriarchat übergeben.
Der Beschluss des Ministerkabinetts der Ukraine vom 19. Juni 2019 Nr. 527 unterstützte den Vorschlag der regionalen Staatsverwaltung Sumys, einen Komplex von Architekturdenkmälern zu etablieren, der aus dem Bauensemble des Klosters Hamalijiwka und Baudenkmälern der Stadt Schostka bestehen sollte. Die Grundlage für eine solche Entscheidung war die Anerkennung des besonderen kulturellen und historisch-architektonischen Wertes der genannten Denkmäler. Die Justizvollzugsanstalt Schostka Nr. 66 wurde geschlossen. Die Tätigkeit des Komplexes sollte aus dem Staatshaushalt der Ukraine finanziert werden.